# Grabbezirk des Stratonides und des Eudemos

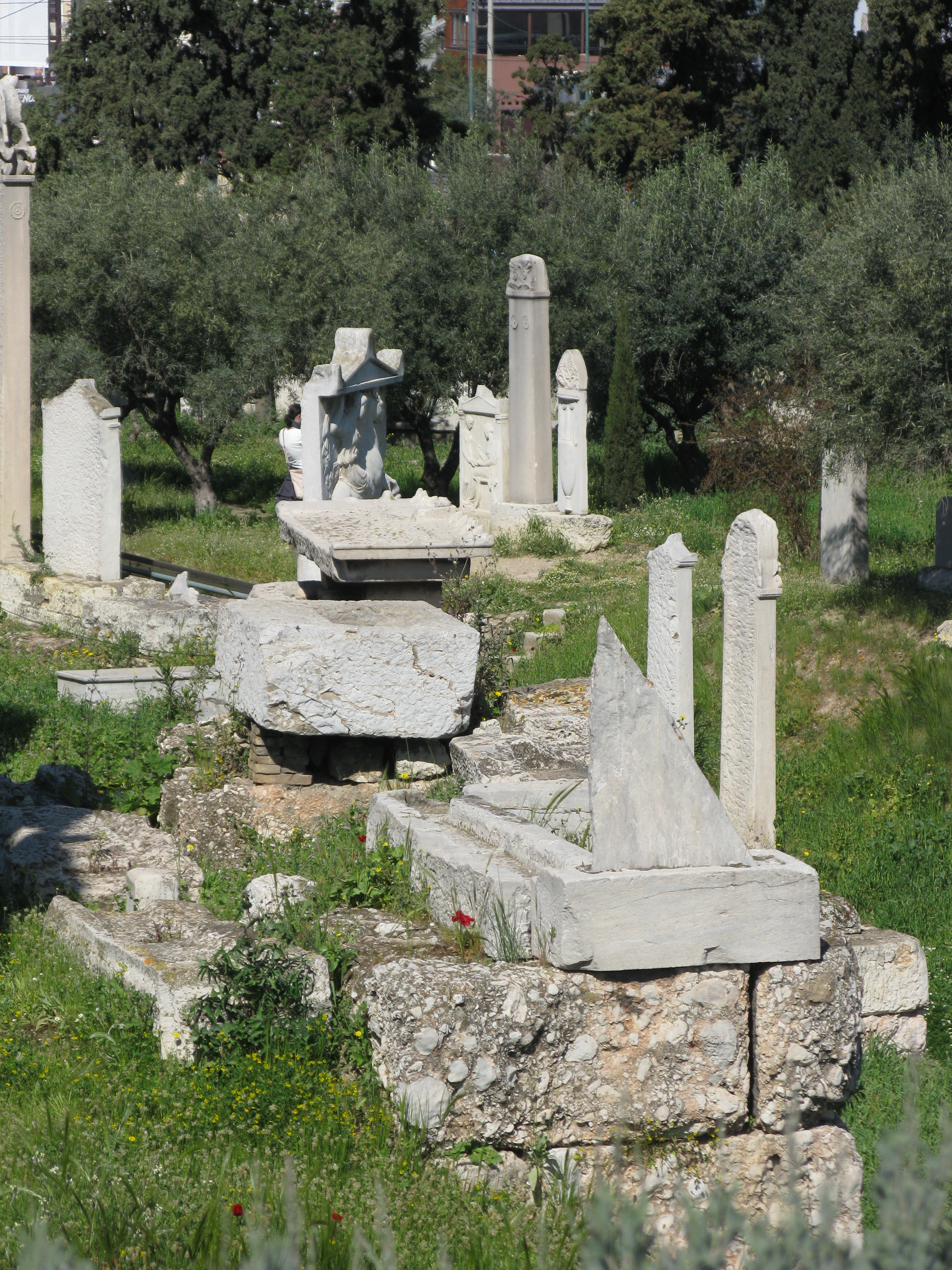
Seitlicher Blick auf den Grabbezirk des Stratonides und des Eudemos

Der Grabbezirk des Stratonides und des Eudemos ist ein erhaltenes Grabensemble des Kerameikos, des bedeutendsten und größten antiken Friedhofs von Athen.
Der Grabbezirk des Stratonides und des Eudemos gehört zur sogenannten Eckterrasse des Kerameikos, zu dem im direkten Anschluss und weiteren Verlauf auch der Grabbezirk einer jungen Frau sowie der Grabbezirk für Makareus gehören. Der Grabbezirk liegt am Südweg, neben ihm führt der Westpfad am Südweg zu weiter hinter der Straße gelegenen Grabanlagen. Über dem Westpfad liegt der Grabbezirk der Demetria und Pamphile. Der Grabbezirk ist der östlichste der Eckterrasse. Der Grabbezirk wurde um 370 v. Chr. auf einer älteren Anlage aus der zweiten Hälfte des 5. Jahrhunderts v. Chr. eingerichtet. Von der die Seiten der Anlage begrenzenden Mauer sind heute noch drei Quaderschichten der Ostmauer sowie zwei Quaderschichten der Nordmauer erhalten. Die Reste der am Südweg entlang laufenden Umfassungsmauer sind wieder verschüttet worden und somit für Besucher nicht sichtbar. 338 v. Chr. wurde der Grabbezirk während der Zerstörung Athens nach der verlorenen Schlacht von Chaironeia gegen die Makedonen unter Philipp II. zerstört. Später wurde an der Stelle der Tumulus des Hieronymos mit dem Kioniskos des Hieronymos errichtet.
Erster hier Bestatteter war der Athlet Philetairos, der im Alter von 22 Jahren gestorben war. Über seine Person gibt ein Epigramm auf der hier gefundenen Grabstele Auskunft. Möglicherweise war der erste Besitzer des Grabbezirks ein Verwandter des beliebten Sportlers. Im weiteren Verlauf des 4. Jahrhunderts v. Chr. wurden zwei weitere Männer hier bestattet und ihre Namensinschriften auf der Stele des Philetairos hinterlassen: Stratonides, Sohn des Eudoros sowie Eudemos, Sohn des Euphanes, beide stammten aus dem Demos Aphidnai.
Die Gräber und Grabbezirke der Eckterrasse wurden schon früh während der Erforschung des Kerameikos entdeckt. Erste Untersuchungen erfolgten 1863 im Rahmen der ersten systematischen Ausgrabungen auf dem Kerameikos unter Kyriakos Pittakis. 1870 und 1872 setzte Stefanos Koumanoudis die Grabungen fort, von 1906 bis 1907 und nochmals 1929 Alfred Brueckner. Dazwischen fand Richard Delbrueck 1900 den Tumulus des Hieronymos. Abschließende Nachgrabungen wurden von 1979 bis 1982 durch Wilfried K. Kovacsovics durchgeführt.